# Harry Potter och det fördömda barnet
Harry Potter och det fördömda barnet (engelska: Harry Potter and the Cursed Child) är en pjäs som började förhandsvisas 7 juni 2016. Manuset har getts ut i bokform och kan ses som det åttonde verket i Harry Potter-serien av J.K. Rowling.